# Опраштам ти лутања
Опраштам ти лутања или Коктел је компилацијски албум Османа Хаџића, Омера Диздаревића, Аделисе Хоџић и Хане Нурковић издат 1994. године за издавачку кућу Musik Produktion Halix на у и аудио-касети, са тим да на CDу има 5 више песама.

## Списак песама
| №   | Назив                                  | Трајање |  |
| 1.  | Луда болест (Осман Хаџић)              | 3:45    |  |
| 2.  | Зар то је љубав (Осман Хаџић)          | 3:38    |  |
| 3.  | Узми ме у наручје (Аделиса Хоџић)      | 3:38    |  |
| 4.  | Вјетар још вије (Аделиса Хоџић)        | 3:56    |  |
| 5.  | Селма (Омер Диздаревић)                | 3:28    |  |
| 6.  | Кап воде на длану (Ханa Нурковић)      | 2:57    |  |
| 7.  | Просула би вино (Омер Диздаревић)      | 2:57    |  |
| 8.  | За њом плачу црне очи (Осман Хаџић)    | 4:20    |  |
| 9.  | Крв није вода (Ханa Нурковић)          | 3:56    |  |
| 10. | Ја сам та (Ханa Нурковић)              | 3:39    |  |
| 11. | Немирно је срце моје (Омер Диздаревић) | 3:10    |  |
| 12. | Опраштам ти лутања (Аделиса Хоџић)     | 3:46    |  |

| №   | Назив                                  | Трајање |  |
| 1.  | Луда болест (Осман Хаџић)              |         |  |
| 2.  | Зар то је љубав (Осман Хаџић)          |         |  |
| 3.  | Узми ме у наручје (Аделиса Хоџић)      |         |  |
| 4.  | Вјетар још вије (Аделиса Хоџић)        |         |  |
| 5.  | Селма (Омер Диздаревић)                |         |  |
| 6.  | Кап воде на длану (Ханa Нурковић)      |         |  |
| 7.  | Просула би вино (Омер Диздаревић)      |         |  |
| 8.  | За њом плачу црне очи (Осман Хаџић)    |         |  |
| 9.  | Крв није вода (Ханa Нурковић)          |         |  |
| 10. | Ја сам та (Ханa Нурковић)              |         |  |
| 11. | Немирно је срце моје (Омер Диздаревић) |         |  |
| 12. | Опраштам ти лутања (Аделиса Хоџић)     |         |  |
| 13. | Ја нисам просјак (Осман Хаџић)         |         |  |
| 14. | Босно пјевам за те (Осман Хаџић)       |         |  |
| 15. | Ако има љубави (Осман Хаџић)           |         |  |
| 16. | Не буди луда (Осман Хаџић)             |         |  |
| 17. | Не питај ме (Осман Хаџић)              |         |  |